# 消散作用素
数学における消散作用素（しょうさんさようそ、英: dissipative operator）とは、バナッハ空間 X に値を取り、すべての λ > 0 および x ∈ D(A) に対して
{\displaystyle \|(\lambda I-A)x\|\geq \lambda \|x\|}
が成立するような、X の線形部分空間 D(A) 上で定義される線形作用素 A のことを言う。消散作用素が極大消散（maximally dissipative）であるとは、すべての λ > 0 に対して作用素 λI − A が全射であることを言う。
極大消散作用素が縮小半群の生成素として特徴づけられるルーマー-フィリップスの定理において、消散作用素の概念は重要な役割を担う。

## 性質
消散作用素には次に述べる性質が存在する。
- すべての λ > 0 に対して λI − A は単射であり、また λI − A の値域に含まれるすべての z に対して

{\displaystyle \|(\lambda I-A)^{-1}z\|\leq {\frac {1}{\lambda }}\|z\|}
が成立する。
- 作用素 λI − A がある λ > 0 に対して 全射であることと、すべての λ > 0 に対して全射であることは同値である。そのような場合、(0, ∞) ⊂ ρ(A) が成立する（ここで ρ(A) は A のレゾルベント集合を表す）。
- A が閉作用素であることと、ある λ > 0 に対して（すべての λ > 0 に対する場合も同様） λI − A の値域が閉であることは同値である。

## 同値な特徴付け
X の双対空間 X' の部分集合としての、x ∈ X の双対集合（duality set）を
{\displaystyle J(x):=\left\{x'\in X':\|x'\|_{X'}^{2}=\|x\|_{X}^{2}=\langle x',x\rangle \right\}}
と定義する。ハーン-バナッハの定理により、この集合は空でないことが分かる。もし X が回帰的であるなら、J(x) は唯一つの要素から成る集合である。ヒルベルト空間の場合、ヒルベルト空間とその双対空間の間の自然な双対性（canonical duality）を利用することによって、J(x) は唯一つの要素 x から成る集合であることを示すことが出来る。作用素 A が消散的であるための必要十分条件は、すべての x ∈ D(A) に対してある x' ∈ J(x) が存在し、
{\displaystyle {\rm {Re}}\langle Ax,x'\rangle \leq 0}
が成立することである。

## 例
- 簡単な有限次元の例として、通常のドット積を伴う n-次元ユークリッド空間 Rn を考える。Rn 上で定義される、恒等作用素にマイナスをかけるような作用素を A とする。このとき、

{\displaystyle x\cdot Ax=x\cdot (-x)=-\|x\|^{2}\leq 0}
が成立するため、A は消散作用素である。
- 通常内積を伴う空間 H = L2([0, 1]; R) を考える。Au = u′ とし、その定義域 D(A) は、ソボレフ空間 H1([0, 1]; R) に含まれる関数 u で u(1) = 0 を満たすようなものからなる集合と等しいものとする。このとき、D(A) は H = L2([0, 1]; R) において稠密である。さらに、部分積分法を用いることで、D(A) 内のすべての u に対して

{\displaystyle \langle u,Au\rangle =\int _{0}^{1}u(x)u'(x)\,\mathrm {d} x=-{\frac {1}{2}}u(0)^{2}\leq 0}
が成立することがわかる。したがって A は消散作用素である。
- 開かつ連結な領域 Ω ⊆ Rn に対して空間 H = H02(Ω; R) を考える。A = Δ を、コンパクトな台を持つ Ω 上の滑らかな関数からなる稠密部分集合上で定義されるラプラス作用素とする。このとき、部分積分法を用いることで

{\displaystyle \langle u,\Delta u\rangle =\int _{\Omega }u(x)\Delta u(x)\,\mathrm {d} x=-\int _{\Omega }{\big |}\nabla u(x){\big |}^{2}\,\mathrm {d} x=-\|\nabla u\|_{L^{2}(\Omega ;\mathbf {R} )}\leq 0}
が得られる。したがって、そのようなラプラス作用素は消散作用素であることが分かる。